# ヤットデタマン
『タイムボカンシリーズ ヤットデタマン』（英語表記：Firebird）は、1981年2月7日から1982年2月6日までフジテレビ系列で、毎週土曜18:30 - 19:00（JST）に全52話が放映された、タツノコプロ制作のテレビアニメ。

## 概要
『タイムボカンシリーズ』第5作目。本作品における新たな試みとして、ヒーローが従来の男女2人組から男性1人である点、そして動物型メカに代わる人型の巨大ヒーローロボット「大巨神」の登場が挙げられる。この大巨神は自我を持つだけでなく、「偏平足を気にする」「義理人情に厚い」「ロボットなのに（見かけ上）汗をかいたり涙を流したりする」などの人間的な個性が与えられた。大巨神の登場はメインスポンサーのタカトクトイスの要請によるもので、フジテレビ側からはギャグアニメであるとして登場に難色を示されたものの、総監督の笹川ひろしが最終的に登場の決断を下している。玩具の売上はシリーズ2作目の『ヤッターマン』に次ぐほど好評だったという。
前作に引き続き、悪玉トリオの増員が行われた。本作品では子供（コマロ王子）を加えて5人編成となり、ジュリー・コケマツとアラン・スカドンに関しては容姿のみならず口調までも、別人とも思えるデザインの変更が施された。また、シリーズを通して悪玉トリオの旗印に用いられたドクロマークも、本作品からは抽象化された。悪玉メカのモチーフの多彩さも前作より受け継いでおり、スポーツ → 伝説上の偉人 → おとぎ話や童話のキャラ → 伝説上の怪物へと1クールごとに変更された。他方で、本作品ではそれまでの恒例であった「お仕置き」に代わり、大巨神の「大激怒」によって「お仕置き」よりもさらに激しい仕打ちがなされている。
タイムトラベルのシーン、それに大馬神殿内の空間などの演出ではシリーズ1作目『タイムボカン』以来となるスキャニメイトが使用された。またメカバトルの舞台は前作までとは異なり、タイムトラベルした場所で一貫して行われるようになった。
総監督の笹川ひろしはタイトルが決定するまで大変だったと語っており、『トドロキマン』に決まりかけていたが、スンナリ行くと引っかからないとの理由で決まらず、ようやくまとまった際に、上役から「"やっと出た"とは何事か」と怒られたが、担当者は「"ヤッ！　と出た"なんです」とごまかしたという。

## ストーリー
私立探偵事務所で助手として働くワタルとコヨミのもとに、1000年後の未来から2人の遠い子孫であるカレン姫がタイムマシンでやって来る。彼女は未来の地球であるナンダーラ王国の王女だが、国王である父が亡くなったことで次期国王を決める必要が生じていることを告げる。しかし、ナンダーラ王位に就くには、王位継承の証である時空を越えることのできる鳥ジュジャクを探し出して捕まえる必要があった。そのために2人にジュジャク探しの助力を求めに来た。
しかし、ナンダーラ王国王位を狙うのがもう一組いた。賄賂の使い過ぎで没落したスカプラ王朝末裔のミレンジョとその一味である。ミレンジョは弟のコマロ王子をナンダーラの王位に就けて莫大な富を得んとし、さらにナンダーラの乗っ取りを企図していた。
行く先々でミレンジョ姫一味はメカを繰り出し、カレン姫一行を妨害してジュジャクの奪取を試みる。ワタルはカレンからヤットデタマンになる力を授かり、妨害するミレンジョ姫たちの悪巧みを、自意識を持った巨大ロボット大巨神とともに跳ね返す。

## 登場キャラクター

### 善玉キャラクター
時 ワタル（）
声 - 曽我部和行
本作品の主人公。遠山探偵事務所の助手として働く15歳の少年。好物は麺類と牛丼で、特にカップラーメンと「牛野家」（「吉野家」のパロディ）の牛丼が好き。祖父の代から大巨神を呼び出すための鍵を受け継いでおり第1話ではそれを取り出して見せている。ドジで臆病で少しエッチで軟弱だがときおり勇気を見せる。ヤットデタマンに変身してミレンジョ一味と戦う。第23話以降からは、ヤットデタマンになるまで自分で作った発明品で戦うことが多かったが（第23話のようにワタルの発明品コーナーが実施された回もある）、ほとんど役に立っていなかった。語尾に「っス」をつけて話すことが多い。
曽我部は本作品以前にも、『ゼンダマン』で「鉄ちゃん（ゼンダマン1号）」役に決まっており、主題歌のレコーディングにもセリフ入れで参加していたものの、番組初収録前に体調不良となり降板したという経緯があり、本作品で満を持しての主演となった。
ヤットデタマン
「地球のアイドル」を自称する本作品のヒーロー。主な武器はバラ手裏剣とドレミ剣。ドレミ剣は剣先がスタンプの形をしており、突かれた相手は必ず○の中にyの入った赤い印が付く。
コヨミが危機に陥ると、横笛の調べと共に「一気に時を渡り切り」登場する。登場台詞は「驚き桃の木山椒の木！一気に時を渡り切り、ついに出た出たやっと出た！地球のアイドル・ヤットデタマン！」。気弱で消極的かつ少しエッチなワタルの時とは異なり、ヤットデタマンに変身したときは自信に溢れた紳士的な口調や性格となる。
第1話ではカレン姫によって潜在的に持つヤットデタマンに変身する能力を引き出されたかのように描写され、ワタルが「勇気…、勇気…、勇気…」と念ずることでヤットデタマンに変身していた。しかし、第29話にてワタルの念波をカレン姫が未来に中継し、ナンダーラ王国からタイムハヤウマでやってきた「ヤットデタマン変身スタッフ」が時間を早め、スタミナの付く食事と戦闘トレーニング・笛のレッスン、着替えを3秒の間に施すことで変身していることが視聴者に明かされた。ワタル自身はトンカチによる麻酔で意識朦朧状態なので、スタッフに関する記憶は存在しない（第40話ではスタッフが特別にワタルの時間に合わせて、変身させた）。また第1話では大巨神の鍵を何の前触れも無く取り出している（視聴者にも説明が無かった。鍵をワタルから預かったと説明したのは第6話。第1話では、ワタルが慌てて落としていったとコヨミには説明している。）。コヨミと大巨神を召喚する時、セリフに合わせて具象化されたカットインが入る演出が行われる場合もある（鴫野彰演出による一部の回）。
初期は登場時に「Y」の人文字を取って輝くという演出もあった。第42話ではミレンジョに「マタデタマン」、第51話ではコケマツに「ホラデタマン」と呼ばれたことがある。

姫栗 コヨミ（）
声 - 三浦雅子
本作品のヒロイン。遠山探偵事務所の助手として働く15歳の少女。頭髪は栗色のカーリーヘアであり勝気な性格でワタルを尻に敷いている。カレン姫の話では、コヨミとワタルは将来的に結ばれることになる。
大巨神を呼び出すことのできる錠前を祖母の代から受け継いでおり、ワタルの持つ鍵で開けることで大巨神を呼び出す。武器はリャンケン（両側にグリップのあるレイピア型の剣状武器で剣の刀身にあたる部分には柄に届くと爆発する球体爆弾が備え付けられている）とバトンスター。ただし前半期はコケマツの武器に苦汁をなめさせられることが多く（ワイヤーに絡めとられ電撃を浴びせられたり足元をすくわれたりなど）、『ヤッターマン』とは善悪側の白兵戦時の優劣が逆転していた。第24話ではコケマツのリキッド銃で全裸にされたことまである。
ヤットデタマンに憧れており、その正体がワタルだとは知らない。ミレンジョ姫から「かおわるい子ちゃん」（「かわい子ちゃん」のもじり）、コケマツから「蜂の巣ヘアーの姉ちゃん」、ドンファンファン伯爵から「雀の巣のような髪」と馬鹿にされたことがある（両方とも頭髪を揶揄したもの）。
初期設定ではコヨミもヤットデタマンに変身する設定があった。

カレン姫（）
声 - 土井美加
ナンダーラ王国の王族で、ワタルとコヨミの遠い子孫。18歳。金髪で二人よりも肌の色が白いといった白人的な風貌。王位継承権をコマロ王子と争うことになり、遠い先祖である二人に助けを求めてきた。普段は遠山探偵事務所の屋根裏に隠れて住んでいる。毎回の戦いでは何もしておらず、ミレンジョたちに「立ちんぼ姫」、「3秒間セリフ姫」、「でしゃばり姫」などとおちょくられていたが、後になって特技がスケートボード、新体操、アイススケート、ポケバイと多岐にわたっており、ミレンジョに一撃を食らわすほどの運動神経の持ち主であることが明らかになる。ミレンジョからは一度だけ「ぶりっ子姫」と呼ばれたことがある。超能力で毎回ジュジャクの居所を覚知できる能力がある。最終回ではジュジャクに憑依され、資格なき者の王位継承による王国の崩壊を警告した。

ダイゴロン
声 - 屋良有作
力士型のロボットでカレン姫の忠臣。球状になって戦うが容姿に反してあまり強くはなく、たいていの場合スカドンに負けてしまう。単体でタイムワープもできる。カレン姫に忠実だが、最終回で彼が姫にお供をしていたのはダーラ仙人の命を受けて姫のお目付け役として動向を監視するためだったことが明らかになる。語尾に「でごんす!」をつけて話すことが多い。力士型ロボットゆえに「どすこいっ!!」を言いながら四股を踏むクセがある。
- モデルは高見山。

遠山 金五郎（）
声 - 阪脩
遠山探偵事務所所長でワタルとコヨミの上司。68歳。元警視庁捜査一課の平刑事で「仏の金さん」と呼ばれていた。江戸っ子気質だが、関西弁を喋る。桜吹雪の刺繍をプリントしたTシャツを愛用している。ワタルたちとミレンジョ姫たちが住む「タカイマンション」の管理人でもあり、家賃を滞納しているミレンジョたちに家賃を払わせようとするが、いつも失敗している。探偵業を行うときにはつけ髭にハンチング帽を被る。この姿になると強くなるらしい。当初はジュジャクの件は一切知らなかったがカレン姫とダイゴロンとは第13話の時点で不測の事態で顔合わせをしている（その時はワタルに「海外の知人」と「荷物入れ」として紹介されていた）。
第41話では家賃の取り立てに向かった際にミレンジョたちがジュジャクピューターを操作する現場を目撃、さらに第50話においてタイムラクーダに密航する形で一味の後をつけ初の時間移動を経験、続く第51話ではタイムナガモチにしがみつき気絶しつつも後を追っていった。これらのことを通じて最終回ではカレン姫とダイゴロンが屋根裏に隠れ住んでいることにも気づいていた。

### 悪玉キャラクター
ミレンジョ姫（）
声 - 小原乃梨子
スカプラ王朝の末裔。27歳。言葉遣いは普段は上品なお姫様口調で「〜ゾよ」が口癖。一人称は基本的に「わらわ」だが、興奮すると下品な口調になり、一人称も「あたし」に変わり、お色気シーンも披露。またメカ戦で盛り上がった時にコケマツがやる「今週の目玉ァ!!」を、自分がウルウルの瞳を出して「今週のおめめ〜」とやったことが4回ほどあった。賄賂を使いまくったために財政を破綻させてしまい、貧乏生活を余儀なくされているが、プライドだけは失っておらず、一族の復活とナンダーラ王国の事実上乗っ取りを画策し、弟のコマロをナンダーラの王位に就かせようとする。コケマツとスカドンに対してはそれぞれ「コケ」「スカ」と省略して呼ぶことが多い。ドンファンファン伯爵とは恋仲である。
毎回恒例の大巨神のとどめから逃れるための猿芝居では、他のメンバーが失言しそうなのを必死でなだめるなど努力はするが、本人の短気な性格やドンファンファン伯爵への贔屓がコケマツの反感を買うなどして罵倒合戦に発展し、結局は自分で大巨神の悪口を言ってしまうことも多々ある。
変わり者ぞろいの住人たちが跳梁跋扈するワタルたちの住んでいる「タカイマンション」の地上底辺階に「A,タクラミー」の名前で部屋を借りて住んでいるが家賃は滞納したまま。
最終回において、ナンダーラ王国でジュジャクを捕えるが強引に戴冠式を行ったことで王国を崩壊させてしまい、結果的に一味と共に王国を去ることになった。

ジュリー・コケマツ
声 - 八奈見乗児
ミレンジョに財務と食料調達係として仕える男で、まん丸の目でヒゲがなく、長い逆三角形の輪郭とピノキオ風の長い赤鼻と長いもみあげと河童の頭に似た禿げ頭が特徴的な27歳。
ミレンジョの弟のコマロを王位に就かせるべく暗躍する。一人称は基本的に「小生」だがたまに「俺」や「アタシ」になる場合も。ドンファンファン伯爵が嫌いで彼に対して嫉妬の炎を燃やす。メカニックの主担当でジュジャクの居場所をサーチする「ジュジャクピューター」の製作者であり、この機械は彼にしか扱えない。主に物語の前半では各巨大メカに内蔵された「コケマツ軍団」（または「ジュリー・コケマツ闇の軍団」とも呼称される）というゾロメカのような小型攻撃メカ集団を操って大巨神に攻撃を仕掛ける。物語の中盤以降でメカは未来の国にいるタヌキ村の「トンテンカン鍛冶屋」に発注して製作させていたことが判明する。トンテンカン・タヌキという名の鍛冶屋の親父が亡くなり、腕の悪い息子のトンテンカン・テヌキに代替わりしたことで一層メカの質が落ちてしまったが、コケマツは代替わりしていたことに気づかなかったようである。ボタンを押す際にはよく「コケっとな」または「コケっと！」という。OPラストの台詞は「いつまでもそういう格好させないからな!」（この後、顔面にパイがぶつけられる）。
一味の中でも口が達者なため猿芝居ではミレンジョとともによくメインを張るが、調子に乗って口を滑らせる頻度も高く、彼一人のせいで大激怒を食らう結果になった回も多い。また、ドンファンファンの厚遇に不満を抱くあまりミレンジョとの罵倒合戦になり、そこで不用意に大巨神の悪口を口走るという展開も多く見られた。
猿芝居以外では基本的にはミレンジョたちには従順に従うが苦労人だけあって数々の不満も抱える苦悩人の一面もあり、第34話では不満が爆発し、主に伯爵に対し怒りの矛先を向ける形で逆上したことがある。この時「てめえら人間じゃねえ! 大巨神だ!!」とわめいていた。
『タイムボカン王道復古』では、「唯一顔の違うキャラ」であることを気にしていた。
なお、被ってるヘルメットは「ポリグラメット」と言うポリグラフ内蔵のヘルメットで、感情によってランプが光るようになっており、第1話で原始時代にタイムスリップした時、コケマツのランプが光っていた。

アラン・スカドン
声 - たてかべ和也
ミレンジョの側近の大男。片言の英語と片言の関西弁を喋る謎の多い人物。30歳。スキンヘッドで、大抵の場合、ハンチング帽あるいは河童頭風のカツラを着用している。眉毛が無く前歯の一部が抜けており、もみあげの下からアゴにかけてヒゲを生やしている。ミレンジョの弟のコマロを王位に就かせるべく暗躍する。一人称は主に「ミー」だが、たまに関西弁が入る場合には一人称が「ワイ」になる。またずっこけた時にミレンジョたちが「コケー!!」と叫ぶと、「ホケー!!」もしくは「ホケキョー!!」と合いの手を入れることがある。
怪力・柔軟性・耐久力などで常識外れの肉体を持ち、過去作の同ポジションのキャラクターと比較しても見せ場が多い。中盤からは彼の能力を見せる「スカドンの奇人変人コーナー」が登場するようになる。唐突に始まり本筋と無関係な物も多いが、第18話の「金庫をライターを食べて火を吐く芸当で破る。」、第38話の「火のついたダイナマイトを飲み込んで味方を巻き込まないようにする」など、ストーリーに関わる場合も時々ある。
口数の少なさから猿芝居の際にも大巨神の悪口を直接言うことはあまりないが、ミレンジョたちと同様に面従腹背を態度に出すので彼にも大激怒は下される。
リメイク版『ヤッターマン』の第26話においてゲストキャラとして登場。

ドンファンファン伯爵（）
声 - 山本正之
ミレンジョを慕い一行に同行するキザが似合う伊達男。初登場は第2話。ミレンジョたちと寝食を共にしているわけではなく、未来から専用タイムマシン「タイムローバ」で足繁く一行のもとに通っている。第20話以降は秋田県の民謡「ドンパン節」を替え歌にしたテーマ曲を歌いながら登場するようになる。また、第41話などではコーラス隊さながらにミレンジョたちと一緒に歌っていたこともある。その場合は様々な音律に変化する。
伯爵だけあって金持ちであり、彼女たちの家賃を立て替えたりしたり（第2話）、スポーツも万能で数々の大会で優勝し、大会で獲得した賞金をミレンジョたちの食費として貢いでいた（第31話）。しかしコケマツやコマロには「来たな貧乏伯爵」などとも言われている（1度、コマロに「マンションを買ってくれ」と頼まれたが「流石にそれは無理」と断り、財力にも限界があるようである）。毎回ではないがミレンジョたちの戦いに同行し、巨大メカに乗り込む際にはコマロを膝に抱いてコマロの席に搭乗。
基本的には勇敢で女性や子供に優しい紳士だが、ミレンジョたちと一緒になって大巨神の悪口を言うなどの心の狭い発言や、空気を読まない行動を取ることも多い。戦いに参加しない回では必死で大巨神をなだめたミレンジョたちの意図を知らず途中合流して大巨神の怒りを買う行為に走り、猿芝居参加のケースでもミレンジョが熱を上げるような役回りがコケマツの嫉妬を煽り、結果的に猿芝居をぶち壊す原因になっている。また第20話ではタイムローバの故障で一足先に現代に逃げ帰ったミレンジョ姫らの後を追い損ねて、更に先に帰ったミレンジョらが言いたい放題放った大巨神の悪口を通信機を通して聞かれたことで、帰還時に1人だけ大激怒を食らったこともあった。
最終回で、ダイゴロンと同じくダーラ仙人の命を受けてミレンジョ一行のお目付け役として動向を監視していたことが明らかになる（第33話にてダイゴロンと入れ替わりにナンダーラ王国を出発するなどの描写があり、片鱗が明かされている）。しかしミレンジョに対する恋心は本物であり、最終回において正体が明らかになった後、王国が天変地異による崩壊に見舞われたことにより新天地へ旅立ったミレンジョたちの後を追うように王国を去った。
『タイムボカン王道復古』でも歴代山本キャラとして出演。

コマロ王子（）
声 - 丸山裕子
ミレンジョの弟でスカプラ王朝末裔。7歳。幼いながらもカレン姫同様正当な王位継承候補者である。コケマツ同様、河童の頭に似た禿げ頭をしている。王位に就くために姉一行と共にジュジャクを追う。貧乏なため、いつもひもじい思いをしている。洟垂れ小僧で甘ったれな性格だが、男前な仮面（「キャシャーン」の顔に似た仮面）を携帯しており、何かにつけて格好つけたがる背伸び屋でもある。この仮面を付けている時は一人称が「余」になり、口調もナンダーラ王国の次期王位継承者候補らしく凛々しいものになるが、普段は一人称は「まろ」で、だらしの無い口調で語尾に「なのら」をつけて話すことが多い。姉ミレンジョのことを「おねえたま」と呼ぶ。
序盤ではメカ戦で負けた後、猿芝居でやっとなだめた大巨神に要らぬ一言を言ってしまうことが多かった。最終回において一味がジュジャクを捕えたことで新国王の座に就くが、結果的に王国の崩壊を招いてしまう。
リメイク版『ヤッターマン』の第33話においてコマロ王子と顔が似ている豊臣秀頼が登場しており、男前な仮面も所持していた。母親の淀殿のことを「おかあたま」と呼び、「蒲鉾所望なのら」と話す等、セリフも似ていた。

### その他のキャラクター
ササヤキレポーター
声 - 富山敬
毎回、大巨神と悪玉メカとの戦いの場に「あっちでボソボソ、こっちでボソボソ」のフレーズでどこからともなく現れて中継を行うレポーター。マイクに向かって本当にヒソヒソとささやいて中継する。小山カメラマンが登場する第14話までは一人で登場しており、時代と場所に合わせて衣装を変えていた。また、中盤以降からは"メダチタガニ"というおじゃまキャラが登場したびたび彼等の中継を邪魔することも。なお、ささやきレポーターと小山カメラマンは共に次回作の『逆転イッパツマン』にもゲストキャラとして数回登場している。
- モデルは総監督の笹川ひろし。

小山カメラマン
ささやきレポーターとコンビで登場するカメラマン。大柄で顔は天を突き抜け、決して映らない。たまにカメラが上にパンするときもあったが、雲が肩の辺りまで低くかかっていたり、モニター画面には自身の鼻の穴しか映っていなかったりモザイクを被せられたりしてやはり顔が映らない。セリフは一言も発しないが、ごくまれに悲鳴を上げることがあった。
- モデルは脚本及びシリーズ構成を担当した小山高生。

ダーラ仙人
声 - 永井一郎
ナンダーラ王国の霊山･スーザに住む謎の老人。第30話で物乞いとして登場、カレン姫からは金銭を受けたが、コケマツにはその金銭を取りあげられた。
その正体はジュジャクを操ってナンダーラ王国の真の王位継承者を選んでいた仙人。1000年以上前から代々の国王に対して試練を与えてきた。作中でもカレン姫の側にダイゴロンを、コマロ王子の側にミレンジョの恋人でもあるドンファンファン伯爵を派遣して、それぞれの動向を監視していた。本拠地においては仮面をつけた長身の男性の姿を取っているが、実はハリボテの上竹馬に乗って身長をごまかしていた。

ジュジャク
鳳凰に似た鳥で、本作品における「探しモノ」である。生物・無機物を問わずあらゆるものに変化でき、時間を自由に行き来できる能力を持つ。更には天候を操ったり地質や水質を改善したりするなど神がかり的な能力を見せる時もある。
ナンダーラ王国では王位継承の証として、このジュジャクを捕まえることが条件とされている。しかし、気まぐれに時空を移動し、予想もつかない姿に変化していることがほとんどで、捕まえるのは至難の業である。
名前は脚本を担当した小山の命名であり、その由来は「ク（9）ジャクよりも美しい不思議な鳥ということで、9の上で10ジャク」であるという。

ナレーター
声 - 富山敬
前作の流れを受け、本作品でも「解説しよう」「解説せねばなるまい」を多用している。各話のエピローグ部分では「ジュジャク ジュジャク、どこにいるのかジュジャク 誰（たれ）かジュジャクを知らないか（第28話までと第31話。29話以降は「だれか」に変更）」と言って締めるのが定番のパターン。前作同様にサブタイトルの読み上げや次回予告のナレーション（「さあて、驚き桃の木 次回の予告だ。〜あ、ずずずい〜と 見なきゃ損だよ」が毎回のパターン）も担当。

## 登場メカ

### 善玉
大巨神（）
声 - 田辺宏章 / 茶風林（ボカンですよ） / 宝亀克寿（ボカンGoGoGo）
ヤットデタマンとコヨミが鍵と錠前を掲げ定番の台詞「驚き桃の木山椒の木、ブリキにタヌキに洗濯機、やってこいこい大巨神」を唱え、2つを合わせることで大馬神殿から時空ゲートを超えて出現する巨大ロボット。召喚時は後述の巨神号の状態で現れ変形して人形を取る。操縦は主にヤットデタマンのレバー操作と口頭による指示で行なわれるが、意志を持っている分、時おり指示に反することもある（38話、最終話など）。中盤の20話以降は変形シーンそのものが省略されて登場するケースが多くなった。
エネルギーは太陽光線であり背中の炎状のプレートから吸収している（第32話）。OPでは登場する歌詞の部分のシーンにこのプレート部が赤熱する描写がある。
武器は脚部（弁慶の泣き所）に収納された巨神剣（大巨神天地一文字斬りや縦十文字斬りが得意技）と弓矢、ジャベリン（デザイン的には戦斧の方が近い）で、剣を使用するときは膝の位置に出ている柄に手をかけて引き抜く。また、背中についた赤い炎のような形をした部分から大巨神熱線を放ったり全身から放電することもできる。
自我を持ち自分の意思で戦闘を進めるが、「罪を憎んで、人を憎まず」をモットーとしており、慈悲深い（自称）ため、毎回戦闘不能状態になったミレンジョたちの反省して悔い改めたという猿芝居にとどめを刺さず一旦は立ち去るも、もう大丈夫と安心したミレンジョたちが陰口（偏平足、ウドの大木、鉄くず、鉄の塊、スカポンタン、スカピーマン、化け馬、豆腐の角でコブ作れ、など）を叩くとそれを聞き付け、額の日輪のマークがブザーと共に点滅すると怒りが蓄積され、3回になり頂点に達すると、「仏の顔も三度」とばかりにとどめの一撃「大激怒」を食らわせる（ただし第1話では当時の流行語に因んで「怒ったぞォ!!」。また第24話では「大逆上ォ!!」、第26話では「偽りの心、許せん!!」）。
悪口には非常に敏感で、どんな小声でも聞き逃さない。特に偏平足を気にしており、これに触れると即座に大激怒を下す。さらに会話の文脈を無視して悪口にのみ反応するため、ミレンジョたちには悪気がなかったにもかかわらず不注意で口走った言葉のせいで大激怒を食らうことも多々あった。また、目から発する光線により、言葉に出さない悪口や態度を暴き出すことができる。回によっては大巨神が消えた後に悪口を言ったり、大巨神の人形を引っ張ったりするなどして侮辱すると「やはり偽りだったか！」と地面の下や背後から現れて大激怒を下したり、ワイヤレス盗聴器を仕掛ける（第12話）など、最初からミレンジョたちを信用しておらず、ボロを出すのを待ち構えている節も見られた。物語後半では、一応猿芝居を見るものの、ミレンジョたちが役に入り込みすぎて喧嘩になり、反省や命乞いにすらなってないことに呆れて大激怒を下すこともしばしばあった。
大激怒を下す場面では、物語の序盤および後半は主に大馬神の姿で弓矢による一撃で、中盤は主に大巨神の姿で剣による一刀両断で大激怒を下すことが多い。また、剣やジャベリンを投げつけたり、大馬神の足で蹴り飛ばす、相手の誘導式ミサイルを投げ返すこともある。このように戦闘とおしおきを担当するといった複数の役割を持っている。また第23話では悪玉側がほぼ完全に気絶していたため大激怒を下さずに帰った。
毛穴と涙腺が存在しており、自身がピンチになったり感動した時などに、人間が汗をかいたり涙を流したりするのと同じように、毛穴からはオイル、目からは冷却水を出す仕組みになっている。さらに、自身の装甲が敵からの激しい攻撃によってボロボロになったり酸攻撃などで錆に侵されたりする直前で大巨神自らその装甲をパージして骨格（フレーム）だけの状態で戦うこともある。合体には腰ブロック部分が大天馬とのロックの役割を果たすが、パージ後も合体は可能でその時は膝部分で直に合体している。初パージは第32話。
第4話以降数話の間は大天馬や大馬神と共に登場時に名前がテロップ表記されるようになった。
最終回には崩壊する王国の人々を無事に避難させるために召喚される。この時には「ここがこの身の捨て所」と言って召喚された。
『タイムボカン王道復古』では、コケマツが他チーム妨害の秘策として、ヤットデタマンから借りたという設定で登場する。
巨神号（）
大巨神の飛行形態。大馬神殿にはこの形態で待機しており発進して直ぐ大巨神になることがほとんどだが稀にこの形態のままで空中戦を演じることもある。主な武装はつま先に収納される機首部に供えられた左右各三門のランチャーから発射されるミサイルなど。
作画のコンテミスで変形時に大巨神のつま先に収納されるはずの機首が伸びてから変形するシーンがある（直後につま先は縮んだ状態で足首の変形を完了している）。
大天馬（）
大巨神がピンチになると内部に乗り込んでいるヤットデタマンが出す指示に従い口笛で呼び出すペガサス型のサポートメカ。1話ではヤットデタマンは大巨神に教えられることで初めて指示を出している。召喚装置は大巨神の額部にありこれをやられると大天馬を召喚できなくなる（第33話）。喚び出した後すぐに大巨神と合体し後述の大馬神になって戦うことが多いが、第12話などのように喚び出されても最後まで合体しなかったケースも稀にある。後脚の蹴りで攻撃する以外に口から火炎放射を行う場合もある。
首を収納し前後脚を折りたたみ後脚部と腹部からクローラーを露出させ馬の頭部と入れ替わりに現れる砲塔より二門の砲身をせり出させることで戦車形態にもなれる。またこの形態時、前脚バルジの円盤は車輪として使用される。戦車形態の登場は第11話から。
大馬神形態の時に沼に落とされるなどして行動不能になった場合には大巨神のみ分離し切り捨てられることもあった。
大馬神（）
大巨神が膝から足を折り曲げ背中側へ回して背部炎状パーツを収納し「大巨神 スーパードッキング オン」の掛け声で大天馬と合体したケンタウロス型の半人半馬形態。合体に伴う脚部の変形シーンは第11話より玩具に準じた関節部が描かれるようになる。
主な武装は巨神剣がさらに強化された大馬神剣と大馬神アロー。前脚バルジの円盤を大馬神形態の盾として使用することもある。

戦車形態に変形した大天馬と合体して大馬神戦車になる場合もある。この場合は車体前部の二門の砲身は砲塔ごと基部より分離して前部に装備される。
大馬神殿（）
巨神号及び大天馬が格納待機されている、ナンダーラ王国の海に浮かぶ孤島にある秘密基地。各メカは発進した後に時空移動をするため出現時には異空間より出現するように見えている（第30話）。時空間よりの出現時にはそれぞれ別々のスキャニメイト演出がなされている。現出時の観音開きの扉は『ポールのミラクル大作戦』に登場する空間移動の扉のオマージュになっている。扉の場面は第21話からはより異空間的な演出がなされるようになった。
最終回において、王国の天変地異のあおりを受け大巨神を発進させた後海の底に沈んだものの、無事に大天馬を発進させている。
タイムカーゴ
タイム街道を往来する際に使用するカレン姫専用のタイムマシン。形は日本の時代劇の駕籠を現代的にしたもの。脚部はバネになっており、バネを上下に振幅させることによって時間移動に入る。中央のカゴの部分に姫とダイゴロンが搭乗。前方の担ぎ手ロボにワタル、後方の担ぎ手ロボにコヨミが乗り込み操縦する。出発時はダイゴロンが「タイム街道待ったなし」の後に続けて、時代劇等で大名行列が往来を通り過ぎるときの先導の旗持ち同様に「下にー、下にー」といった後、コヨミとワタルによる相撲の行司が取り組み開始の際に行う掛け声「はっけよい、のこった」で出発する。この掛け声は掛け手が時々変わり「待ったなし」をカレン姫が言ったりコヨミやワタルが1人で全部言ったりする場合もあった。
タイムハヤウマ
ワタルをヤットデタマンに変身させる「ナンダーラ王国科学アカデミー変身スタッフ」の使用するタイムマシン。ワタルが変身するための「勇気…」の念に反応してやって来る。

### 悪玉
ジュジャクピューター
声 - 横尾まり
ジュジャクのがどの時代にテレポートしたのかを追跡調査するコンピューター。ジュジャクがテレポートする際の時空の歪みをトレースして、四次元座標に表示する。製作者のコケマツにしか使えないはずだが、何度かミレンジョが使用したこともある。
タイムラクーダ
ミレンジョ一味が搭乗するヒトコブラクダ型タイムマシン。全長4メートル。頭部と胴体のコブ状の部分が座席になっており、頭部にコケマツとスカドン、コブ状の部分にミレンジョとコマロが搭乗する。胴部のコクピットハッチは下腹部がフレームで上下するリフト型だが、頭部の搭乗方法は首部分が開き階段状になるもの。時間移動に入るシステムはタイムカーゴと同じものだが脚部のバネはタイムカーゴの物よりはるかに長く大型である。ミレンジョの口上で出発する。
タイムナガモチ
巨大メカを運搬するタイムラクーダの付属メカ。長持の下から複数の足が生えたデザインで、無人機である。タイムラクーダの後を追って時間移動をする。内部にはナンダーラ王国郊外のトンテンカン鍛冶屋からダイレクトに部品が転送されてくるメカニズムが詰め込まれており、コケマツの複雑なリモコン操作でメカの部品が送られてくる（このシステムについては第23話にて視聴者のファンの質問に答える形で解説されていた）。第20話よりミレンジョがおかめのお面を、コケマツがひょっとこのお面を手に取って、「イチジク人参山椒の木、ゴボウに泥棒バッテン棒、やってこいこい巨大メカ、ぶっちゅ〜」と唱えお面を接吻させることで巨大メカを呼び出すというヤットデタマンの大巨神を呼び出す際のスタイルにそっくりな儀式を行い、タイムナガモチから部品を取り寄せるようになった。
タイムローバ
ドン・ファンファン伯爵専用の小型タイムマシン。タイムハヤウマと異なるデザインである。
スポーツメカ
第1話から第12話に登場した、ミレンジョ一味の戦闘用巨大メカ。野球・陸上競技・ボクシングといったスポーツ選手をモチーフにしている（ただしゴングメカ･ストップウォッチメカといった、直接選手そのものではなかったものもある）。最初から巨大メカ自体が戦わず、体内からミニメカ（『ヤッターマン』のビックリドッキリメカのような物）を出してダメージを与えてから戦った。また大巨神の剣で斬られても爆発せず、本体がバラバラになる程度だった（爆発は「大激怒」の時）。そして「大激怒」を喰らってからは、やられ歌を歌いながら退散するのが毎回のパターンだった。
世界の偉人メカ
第13話から第22話に登場。偉人といっても、シラノ・ド・ベルジュラックをモデルにした「シラン・ヨ・ベルジュラックメカ」（第15話）や、ダルマをモデルにした「ダイダルマー」（第20話）のように、元ネタをアレンジしていないのもあれば、ダルタニアンをモデルにして、合金製の樽で作った「タルタルヤン」（第21話）のように、アレンジしているのもあった。この時期になると、やられ歌を歌わないことが増えてくるようになる。
誰でも知ってるお話メカ
第23話から第38話に登場。赤ずきんをモデルにした「赤ずきんちゃんメカ」（第24話）や、西遊記からヒントを得た「大孫悟空メカ」（第27話）のように、話の主人公やそれに関係するものがモデルとなっている。中には、かぐや姫をモデルとしたのに、トンテンカン鍛冶屋の手違いで誕生した「家具屋締めメカ」（第28話）や、元ネタはピノキオなのに、アブドラ・ザ・ブッチャー風になった「ピノキオと木の妖精メカ」（第33話）のようなのも出てきた。ただしメカ自体の性能には目を見張るものもあり、第24話の赤ずきんちゃんメカには「自動操縦システム」が組み込まれておりミレンジョ一味が寝ている間に負けていたり、時には大巨神を敗北寸前にまで追い込んだこともあった（その場合はメカの能力を過信したりしたことが主な敗因）。第31話には「八岐大蛇メカ」がファンファーレメカの代わりにファンファーレを奏でたことがあった。
世界の伝説怪獣メカ
第39話から第51話に登場。世界中の様々な怪物がモデル。雪女・スフィンクス・九尾の狐といった有名なものから、座敷童子やグリフォンといった、当時余り知られていないものまで登場した。中には、モアイを人間風にアレンジした「モーイヤーメカ」（第43話）や、ゴーレムをヒントにしながらミレンジョ姫がモデルとなった「魔人ゴムーレ」（第47話）といったのも登場した。
なお、これらの巨大メカの搭乗は、（一部を除き）尻から発生する吸引ビームによって搭乗する仕組みとなっている。ミレンジョはこの方法が「汚い」と気にいらないらしく、中盤からはコケマツの「ではお尻から入りましょう」という台詞に対し、ミレンジョが「『乗車口』とお言い!」（第30話）や、「お尻じゃない所から乗れないのかい、もう!」（第33話）などと文句を言い返すことが多くなった。また、大巨神の真似をして呼び出す場合には大巨神同様に具象化されたカットイン動画が入る様な場合もあった（その時は大巨神のシーンでは具象化されたカットは入らない）。

### コックピットメカ / ワンポイントメカ
オロカブ
声 - 横尾まり
着物を羽織ったカブ（野菜）型のメカ。悪メカの爆発直前などに現れ、「愚か…ブ」と台詞をつぶやく。本作品では主につぶやいた後お辞儀をする場合が多いが、第40話での登場時などのように扇子を広げるポーズをとる場合もある。第32話などに登場。
ドレミファおたま
声 - 小原乃梨子、丸山裕子、植竹真子、横尾まり
コケマツが「今週の山場」を宣言すると現れる、カエルの顔をした8匹のオタマジャクシ型メカ。ドレミの音階で「ドレミファソラヤレ ドシテモヤラレル」の歌を唄った後にため息をついて去る。
ドレミファガエル
ドレミファお玉の親ガエルバージョン。第13話が初登場、後半部分が「マケタラカエロウ」になっている。
ドレミファおブタ
声 - 山本正之
ドレミファオタマのブタバージョン。第14話で初登場。
ドレミファおクチ
ドレミファオタマの口バージョン。第29話にて初登場。
ドレミファツクシ
ドレミファオタマのツクシバージョン。第30話にて初登場。
ドレミファコーラス隊
男性3名女性1名のロボットコーラス隊。女性コーラスがオチを担当する。初登場は第16話。
第23話では女性4名によるバリエーションが登場、4体ともカンカンダンスのようにお尻を向けてオチを取った。
デルデルボーズ
声 - 屋良有作
「デルデルボーズ デルボーズ 今度が決定ゲタになぁ〜れ」と歌いながら、履いているゲタを飛ばして戦局の行く末を占うてるてる坊主型のメカ。片足だけのようだが、第31話で両足があることが判明している。
第13話からはスタッフや応募してきた視聴者が歌う場合もあった。その時は「今度の戦いど〜なる」や「明日天気になあれ」などと歌った。
なお、第25話では飛ばすべき下駄をはき忘れる、第31話では酔っぱらって長靴を履くという失態を犯している。また第34話ではドレミファオタマの代わりにファンファーレを担当したことがある。
ブタ
声 - 植竹真子
おだてブタから発展した雌ブタ型のメカ。よく誉め言葉に反応して「能あるブタは鼻隠す」と言い、樽の中から現れる。バリエーションが多い。第21話には「能アリブタ」とクレジットされた。

## スタッフ
主要な顔ぶれは前作までとほぼ同様であるが、本作品の後半よりサブキャラクターデザイナーとして、当時笹川ひろし事務所に所属していた上北実那と上北希沙が新たに参加、以降のシリーズ作品（リメイクも含む）においても引き続き名を連ねるようになった。
- 製作 - 吉田健二
- 原作 - タツノコプロ企画室（連載誌 - 『てれびくん』、『小学館学習雑誌』）
- 企画 - 柳川茂、宮田知行
- 音楽 - 神保正明、山本正之
- 担当ディレクター - 大貫信夫（第1話 - 第19話）、植田秀仁（第20話 - ）
- 文芸担当 → シリーズ構成 - 小山高男
- オープニングアニメーション - 高橋資祐
- メインキャラクターデザイン - 天野嘉孝
- メカニックデザイン - 大河原邦男
- 美術スタイリング - 岡田和夫
- メインタイトル - 杉爽
- 総監督 - 笹川ひろし
- プロデューサー - 九里一平、井上明（タツノコプロ）、内間稔（読売広告社）
- サブメカニックデザイン - サブマリーン
- 美術担当 - 坂本信人 → 市谷正夫
- 背景 - スタジオ・ビッグ
- 録音制作 - ザックプロモーション
- 録音ディレクター - 水本完
- 効果 - 加藤昭二（アニメサウンドプロダクション）
- 録音 - 兼子芳博
- 現像 - 東京現像所
- 制作担当 - 岩田弘（アニメフレンド）、大野実（読売広告社）
- 制作デスク - 山田良一
- 制作 - フジテレビ、タツノコプロ

## 主題歌・挿入歌
山本は主題歌の作詞、作曲を担当したものの、シリーズで初めて主題歌の歌唱は担当しなかった。
オープニングテーマ - 「ヤットデタマンの歌」
作詞・作曲 - 山本正之 / 編曲 - 乾裕樹 / 歌 - トッシュ
OP映像は一貫して変わらなかったが、これはシリーズ初。トッシュは山本からの声掛けにより結成された5人組のバンドで、山形ユキオがその一員として歌手デビューを果たした。
山本が歌うセルフカバー版も存在し、アルバム『アニメの大王』に収録されている。
エンディングテーマ - 「ヤットデタマン・ブギウギ・レディ」
作詞・作曲 - 山本正之 / 編曲 - 乾裕樹 / 歌 - 鈴木ヒロミツ
歌を担当した鈴木は上手く歌うことができず、ライブのときと同じようにハンドマイクを持ち、スタッフの見えないスタジオの壁際で歌い、OKを出したという逸話がある。
挿入歌
「ディスコ・ダイゴロン」（第17話、第37話）
作詞・作曲 - 山本正之 / 編曲 - 乾裕樹 / 歌 - 屋良有作、ピンク・ピッギーズ
インストゥルメンタル的に使用された。
「空からブタが降ってくる」（第22話、第28話、第42話）
作詞・作曲 - 山本正之 / 編曲 - 乾裕樹 / 歌 - 山本まさゆき、ピンク・ピッギーズ
「OH!ハッピネス」（第35話）
作詞・作曲 - たきのえいじ / 編曲 - 小笠原寛 / 歌 - 曽我部和行、三浦雅子
今田裕子とTOMOのボーカルによるオリジナル版は未使用。
「ヤットデタマン・ブギウギ音頭」（第40話）
作詞・作曲 - 山本正之 / 編曲 - 服部克久 / 歌 - 山本まさゆき、ビクター少年民謡会
「ミレンジョ・ララバイ」（第47話）
作詞・作曲 - 山本正之 / 編曲 - 乾裕樹 / 歌 - 山本まさゆき
全シリーズでも数少ないバラード調の楽曲。
「翔べ大馬神」
作詞 - たきのえいじ / 作曲 - 津田義彦 / 編曲 - 小笠原寛 歌 - 藤井健
劇中未使用。
「やられちゃったくやしいな」
第19話のみ山本のソロによる歌唱。
「大巨神賛歌」
作詞・作曲・編曲 - 山本正之 / 歌 - 山本まさゆき
2曲ともアルバム未発表で作中でミレンジョ一味が歌うのみであったが、企画CD『悪玉馬券塾』にて新たに収録された。

## 各話リスト
| 話数   | 放送日        | サブタイトル                   | 脚本              | 演出                  | 作画監督 | キャラクター |
| ------ | ------------- | ------------------------------ | ----------------- | --------------------- | -------- | ------------ |
| 第1話  | 1981年 2月7日 | 必見! 未来からの使者           | 小山高男          | 笹川ひろし 大貫信夫   | 鈴木英二 | 天野嘉孝     |
| 第2話  | 2月14日       | ミレンジョ姫に恋人登場!        | 小山高男          | 大貫信夫 四辻たかお   | 鈴木英二 | 天野嘉孝     |
| 第3話  | 2月21日       | 江戸の長屋の銀の犬?            | 佐藤和男          | 丸輪零 湯山邦彦       | 田中保   | 天野嘉孝     |
| 第4話  | 2月28日       | 復活! 黄金のトナカイ           | 高山鬼一          | 鴫野彰                | 鈴木英二 | 天野嘉孝     |
| 第5話  | 3月7日        | エジプトの王子コマロ?          | 曽田博久          | 小島多美子            | 鄭雨英   | 天野嘉孝     |
| 第6話  | 3月14日       | 見つけた! 不老長寿の木         | 高山鬼一          | 笹川ひろし 四辻たかお | 鈴木英二 | 天野嘉孝     |
| 第7話  | 3月21日       | アトランティス大沈没           | 佐藤和男          | 湯山邦彦              | 田中保   | 天野嘉孝     |
| 第8話  | 3月28日       | 信長のゾウリが飛んだ!          | 海老沼三郎        | 藤井光明 池上和彦     | 鈴木英二 | 天野嘉孝     |
| 第9話  | 4月4日        | 天才画家のモデルはブタ         | 山本優            | 丸輪零 鴫野彰         | 鈴木英二 | 天野嘉孝     |
| 第10話 | 4月11日       | カッパ カッパライ作戦          | 佐藤和男          | 山田雄三              | 田中保   | 天野嘉孝     |
| 第11話 | 4月18日       | 切腹! ミレンジョ一味           | 久保田圭司        | 笹川ひろし 四辻たかお | 鈴木英二 | 北條昌子     |
| 第12話 | 4月25日       | 危うしジュジャクの曲芸         | 高山鬼一          | 丸輪零 小島多美子     | 鈴木英二 | 天野嘉孝     |
| 第13話 | 5月2日        | 出たぞ! ジュジャクの天狗       | 佐藤和男          | 湯山邦彦              | 田中保   | 天野嘉孝     |
| 第14話 | 5月9日        | コケマツああ涙の袋はり         | 山本優            | 藤井光明 池上和彦     | 鈴木英二 | 天野嘉孝     |
| 第15話 | 5月16日       | 待ってた給料やっと出た         | 高山鬼一          | 鴫野彰                | 二宮常雄 | 天野嘉孝     |
| 第16話 | 5月23日       | 追え! 涙でかいたネズミ         | 海老沼三郎        | 秦泉寺博 山田雄三     | 田中保   | 天野嘉孝     |
| 第17話 | 5月30日       | 3001年のターサン               | 山本優            | 小島多美子            | 鈴木英二 | 北條昌子     |
| 第18話 | 6月6日        | ロビンソン二度目の漂流         | 佐藤和男          | 丸輪零 四辻たかお     | 鈴木英二 | 天野嘉孝     |
| 第19話 | 6月13日       | 秘宝! 打出のこづち             | 高山鬼一          | 秦泉寺博 湯山邦彦     | 田中保   | 天野嘉孝     |
| 第20話 | 6月20日       | 熱唱! ドンファンファン         | 山本優            | 笹川ひろし 池上和彦   | 鈴木英二 | 天野嘉孝     |
| 第21話 | 6月27日       | ミレンジョ華麗なる変身         | 久保田圭司        | 藤井光明 四辻たかお   | 鈴木英二 | 天野嘉孝     |
| 第22話 | 7月4日        | それからの白雪姫               | 山本優            | 高橋唯貴雄 西村純二   | 田中保   | 天野嘉孝     |
| 第23話 | 7月11日       | 透明鬼メカVS大巨神             | 海老沼三郎        | 笹川ひろし 山田雄三   | 田中保   | 天野嘉孝     |
| 第24話 | 7月18日       | ジュジャクは赤いバラ           | 三宅直子          | 鴫野彰                | 二宮常雄 | 上北実那     |
| 第25話 | 7月25日       | 大馬神宇宙の大決戦             | 海老沼三郎        | 湯山邦彦 大庭寿太郎   | 田中保   | 福田皖       |
| 第26話 | 8月1日        | 恋の火花! 伯爵対光源氏         | 山本優            | 丸輪零 四辻たかお     | 鈴木英二 | 上北希沙     |
| 第27話 | 8月8日        | 自爆! ヒマラヤの四悪人         | 高山鬼一          | 小島多美子 鴫野彰     | 鈴木英二 | 上北実那     |
| 第28話 | 8月15日       | 空からブタが降ってくる         | 海老沼三郎        | 秦泉寺博 野村和史     | 田中保   | 上北希沙     |
| 第29話 | 8月22日       | サンタがもらった贈り物         | 佐藤和男          | 小島多美子 鴫野彰     | 鈴木英二 | 上北実那     |
| 第30話 | 8月29日       | ジュジャクの陰に謎の影         | 小山高男          | 笹川ひろし 四辻たかお | 鈴木英二 | 上北希沙     |
| 第31話 | 9月5日        | 大ウソ、大馬神賛歌             | 山本優            | 四辻たかお            | 田中保   | 上北実那     |
| 第32話 | 9月12日       | ワタルがカメに大変身           | 佐藤和男          | 笹川ひろし 鴫野彰     | 二宮常雄 | 上北希沙     |
| 第33話 | 9月19日       | ジュジャクの影に伯爵?          | 三宅直子          | 秦泉寺博 田中保       | 田中保   | 上北実那     |
| 第34話 | 9月26日       | コケマツついに退職願い         | 海老沼三郎        | 丸輪零 四辻たかお     | 鈴木英二 | 上北希沙     |
| 第35話 | 10月3日       | ジュジャクつかまえた?          | 高山鬼一          | 鴫野彰                | 鈴木英二 | 上北実那     |
| 第36話 | 10月10日      | アルタミラの猿芝居             | 山本優            | 秦泉寺博 野村和史     | 田中保   | 上北希沙     |
| 第37話 | 10月17日      | 重体! 金五郎大ピンチ           | 高山鬼一          | 植田秀仁              | 鈴木英二 | 上北実那     |
| 第38話 | 10月24日      | ダイナマイトバンバン           | 山本優            | 四辻たかお 水瓶わたる | 鈴木英二 | 上北希沙     |
| 第39話 | 10月31日      | エレキうな丼大奇人             | 海老沼三郎        | 野村和史              | 田中保   | 上北実那     |
| 第40話 | 11月7日       | 六周年だよ! 舞台中継（番外編） | 小山高男          | 鴫野彰 植田秀仁       | 鈴木英二 | 上北希沙     |
| 第41話 | 11月14日      | おかしなお菓子の家             | 三宅直子          | 鴫野彰                | 鈴木英二 | 上北実那     |
| 第42話 | 11月21日      | メカ忍法VS猿飛佐助             | 高山鬼一          | 秦泉寺博 野村和史     | 田中保   | 上北希沙     |
| 第43話 | 11月28日      | 若返ったミレンジョ姫           | 佐藤和男          | 四辻たかお            | 鈴木英二 | 上北実那     |
| 第44話 | 12月5日       | 強敵妖怪メカ座敷わらし         | 高山鬼一          | 鴫野彰                | 鈴木英二 | 上北希沙     |
| 第45話 | 12月12日      | タイムラクーダ迷い道           | 海老沼三郎        | 四辻たかお 野村和史   | 田中保   | 上北実那     |
| 第46話 | 12月19日      | ダルマさん誘惑しましょ         | 佐藤和男          | 植田秀仁              | 鈴木英二 | 上北希沙     |
| 第47話 | 12月26日      | 伯爵コヨミにプロポーズ         | 小山高男          | 四辻たかお            | 鈴木英二 | 上北実那     |
| 第48話 | 1982年 1月9日 | ひょうたんにジュジャク         | 小山高男 内田幸子 | 秦泉寺博 野村和史     | 田中保   | 上北希沙     |
| 第49話 | 1月16日       | 暴君ネロVS金五郎               | 山本優            | 鴫野彰                | 二宮常雄 | 上北実那     |
| 第50話 | 1月23日       | 疑惑? ドン・ファンファン       | 佐藤和男          | 植田秀仁              | 鈴木英二 | 上北希沙     |
| 第51話 | 1月30日       | 最後のジュジャクさがし         | 小山高男          | 秦泉寺博 野村和史     | 田中保   | 上北実那     |
| 第52話 | 2月6日        | 甦れ! ナンダーラ王国           | 小山高男          | 鴫野彰                | 鈴木英二 | 上北希沙     |

## 放送局
系列は制作局での本放送終了時点のもの、放送時間は個別に出典が提示されているものを除き1981年11月中旬 - 12月上旬時点のものを使用する。
| 放送地域       | 放送局         | 放送系列                                     | 放送日時                                                                | 備考                                 |
| -------------- | -------------- | -------------------------------------------- | ----------------------------------------------------------------------- | ------------------------------------ |
| 関東広域圏     | フジテレビ     | フジテレビ系列                               | 土曜 18:30 - 19:00                                                      | 制作局                               |
| 北海道         | 北海道文化放送 | フジテレビ系列                               | 土曜 18:30 - 19:00                                                      |                                      |
| 宮城県         | 仙台放送       | フジテレビ系列                               | 土曜 18:30 - 19:00                                                      | [ 18 ]                               |
| 山形県         | 山形テレビ     | フジテレビ系列                               | 土曜 18:30 - 19:00                                                      | [ 19 ]                               |
| 富山県         | 富山テレビ     | フジテレビ系列                               | 土曜 18:30 - 19:00                                                      | [ 20 ]                               |
| 石川県         | 石川テレビ     | フジテレビ系列                               | 土曜 18:30 - 19:00                                                      | [ 20 ]                               |
| 福井県         | 福井テレビ     | フジテレビ系列                               | 土曜 18:30 - 19:00                                                      | [ 20 ]                               |
| 静岡県         | テレビ静岡     | フジテレビ系列                               | 土曜 18:30 - 19:00                                                      |                                      |
| 中京広域圏     | 東海テレビ     | フジテレビ系列                               | 土曜 18:30 - 19:00                                                      |                                      |
| 近畿広域圏     | 関西テレビ     | フジテレビ系列                               | 土曜 18:30 - 19:00                                                      |                                      |
| 鳥取県・島根県 | 山陰中央テレビ | フジテレビ系列                               | 土曜 18:30 - 19:00                                                      |                                      |
| 岡山県・香川県 | テレビ岡山     | フジテレビ系列                               | 土曜 18:30 - 19:00                                                      |                                      |
| 福岡県         | テレビ西日本   | フジテレビ系列                               | 土曜 18:30 - 19:00                                                      |                                      |
| 沖縄県         | 沖縄テレビ     | フジテレビ系列                               | 土曜 18:30 - 19:00                                                      |                                      |
| 長崎県         | テレビ長崎     | フジテレビ系列 日本テレビ系列                | 土曜 18:30 - 19:00                                                      |                                      |
| 青森県         | 青森テレビ     | TBS系列                                      | 月曜 17:30 - 18:00                                                      |                                      |
| 岩手県         | テレビ岩手     | 日本テレビ系列                               | 金曜 17:30 - 18:00                                                      | [ 21 ]                               |
| 秋田県         | 秋田テレビ     | フジテレビ系列 テレビ朝日系列                | 金曜 17:00 - 17:30                                                      |                                      |
| 福島県         | 福島テレビ     | TBS系列 フジテレビ系列                       | 木曜 17:20 - 17:50                                                      | 1981年4月9日から1982年4月1日まで放送 |
| 新潟県         | 新潟総合テレビ | フジテレビ系列 テレビ朝日系列                | 日曜 8:30 - 9:00（1981年6月まで） → 金曜 17:25 - 17:55（1981年7月から） | 現・NST新潟総合テレビ                |
| 山梨県         | 山梨放送       | 日本テレビ系列                               | 月曜 17:30 - 18:00                                                      |                                      |
| 長野県         | 長野放送       | フジテレビ系列                               | 土曜 18:00 - 18:30                                                      | [ 24 ]                               |
| 広島県         | テレビ新広島   | フジテレビ系列                               | 土曜 18:00 - 18:30                                                      |                                      |
| 山口県         | テレビ山口     | TBS系列 フジテレビ系列                       | 木曜 17:30 - 18:00                                                      |                                      |
| 愛媛県         | 愛媛放送       | フジテレビ系列                               | 金曜 17:25 - 17:55                                                      | 現・テレビ愛媛                       |
| 佐賀県         | サガテレビ     | フジテレビ系列                               | 土曜 18:00 - 18:30                                                      |                                      |
| 熊本県         | テレビ熊本     | フジテレビ系列 日本テレビ系列 テレビ朝日系列 | 金曜 17:30 - 18:00                                                      |                                      |
| 大分県         | 大分放送       | TBS系列                                      | 水曜 17:20 - 17:50                                                      |                                      |
| 宮崎県         | テレビ宮崎     | フジテレビ系列 日本テレビ系列 テレビ朝日系列 | 土曜 17:00 - 17:30                                                      |                                      |
| 鹿児島県       | 鹿児島テレビ   | フジテレビ系列 日本テレビ系列 テレビ朝日系列 | 木曜 17:15 - 17:45                                                      |                                      |

## 映像ソフト
- VHS
  - 竜の子TVアニメ・シリーズ タイムボカンシリーズ（ポリドール）

1989年5月25日発売。1巻に第40話。4巻に第17話を収録。
  - ヤットデタマン 必見!未来からの使者編（パイオニアLDC）
  - ヤットデタマン 甦れ!ナンダーラ王国編（パイオニアLDC）

1999年1月22日発売。それぞれ、第1-2話、第51-最終話収録。
- DVD
  - ヤットデタマンDVD-BOX（パイオニアLDC）

BOX1 2003年5月21日発売。第1-24話収録。
BOX2 2004年8月25日発売。第25-最終話収録。
- Blu-ray
  - ヤットデタマン全話いっき見Blu-ray（フロンティアワークス）

2020年4月24日発売。Blu-ray全2枚組。

## その他の作品での登場
『タイムボカン王道復古』
1993年 - 1994年にリリースされたOVAで、第1話にミレンジョ一味が登場。クリーン悪トリオ（逆転イッパツマン）との小競り合いからヤットデタマンから借りてきた大巨神を使って逆転王とのメカ戦に突入するも、大巨神と逆転王は互いの健闘を称えあい友情を結んでしまう。これにミレンジョが罵声を浴びせてしまったことで「大激怒」を受けリタイア。
『平成タイムボカン』
1996年 - 1997年に放送されたラジオ番組で、同番組内にて展開されていたラジオドラマの第25・26話にワタル･コヨミ･ミレンジョ一味が登場。ドレミ剣を手に入れるためコヨミを人質にとったドロンボー一味の前にヤットデタマンが現れ、カエッテキタマン＆オカエリマンとともにドロンボー一味を撃退した。
『ボカンGoGoGo』
2001年に発売されたプレイステーション用ゲームで、作中にタイムラクーダ、巨神号が登場。ミレンジョ一味側は不思議な力を持った花・シュヤクノザを巡るレースに参加。レース勝利後、ミレンジョはナンダーラ王国の復活とコマロの王位継承を条件に願うが、ヤットデタマンに阻止され、「主役は真の勇気を持つ者がなれる」と喝破される。